# 方翼明
方翼明（17世紀—17世紀），又名方赤中，字君德，寧波府奉化縣人，明朝、南明人物。

## 生平
方翼明曾與李國標遊歷，讀書懂得大義，性格剛直敢言。知縣陳國訓平定胡成龍變亂，上級顧忌他的功勞，傳令解任，使得縣內人民大為不滿，地方有千多人上陳請求撤回，他更打算用刀自刎，證明陳國訓清白。當權者為之氣奪，只能將陳國訓遷官至瓊州。弘光帝繼位，方翼明看到政治敗壞，以布衣抗疏斥罵馬士英；對簿公堂前懇切陳辭讓對方挫氣，因此被囚禁，大理評事袁定判他出獄。至客舍，有來自湖廣的客人仰慕他的義舉，給他金錢，說：「今生有幸，能夠滿意回來！」自此方翼明的忠義聞名天下。永曆十二年（1659年），縣內督察考核過分嚴厲，他在朝廷當面抗言被杖打，但言語更為尖銳。不久有奸人得知縣令做了不可告人的事情，密談告官府，縣令懷疑是方翼明所為，怒氣沖沖找他。他來到，大聲說：「在朝廷當面爭論才是我幹的事，怎會如此陰險！」官府佩服他的言論，縣令也表示愧謝。方翼明在七十三歲時去世。

## 引用
1. 1 2  錢海岳《南明史·卷三十三·列傳第九》：方翼明，一名赤中，字君德，寧波奉化人。從李國標遊，讀書明大義，剛直敢言。知縣陳國訓靖胡成龍變，上官忌其功，檄解任，一邑大噪。時直指在郡，走郡陳言者千餘人，翼明欲引刀自刎，白國訓冤。當道氣奪，國訓繇是得移瓊州。
2. ↑  錢海岳《南明史·卷三十三·列傳第九》：安宗立，時政日非，以布衣抗疏指斥馬士英。至對簿，剴陳氣不少挫，係獄經年。大理評事袁定判出獄之。至逆旅有同舍楚客慕其義，壽之金，謝曰：「今生得幸矣，敢以厚歸乎！」自是義聲聞天下。永曆二十（十二？）年，邑督課過峻，翼明當廷抗言，予杖，詞益厲。未幾，有巨猾持令陰事，詭詞投郡守，疑翼明所為，盛氣待之。翼明至，大言曰：「面折廷爭，翼明事也。豈為此鬼蜮乎！」守服其言，令亦愧謝。卒年七十三。